# Martres
Martres (okzitanisch gleichlautend) ist eine französische Gemeinde mit 99 Einwohnern (Stand: 1. Januar 2022) im Département Gironde in der Region Nouvelle-Aquitaine (vor 2016 Aquitaine). Sie gehört zum Arrondissement Langon und zum Kanton L’Entre-deux-Mers. Die Einwohner werden Martrais genannt.

## Geographie
Martres liegt am Fluss Engranne im Weinbaugebiet Entre deux mers, etwa 38 Kilometer ostsüdöstlich von Bordeaux und 23 Kilometer nordöstlich von Langon. Umgeben wird Martres von den Nachbargemeinden Baigneaux im Nordwesten und Norden, Frontenac im Norden und Nordosten, Daubèze im Osten, Coirac im Süden, Porte-de-Benauge im Südwesten sowie Montignac im Westen.

## Bevölkerungsentwicklung
| Jahr                       | 1962 | 1968 | 1975 | 1982 | 1990 | 1999 | 2009 | 2020 |
| Einwohner                  | 125  | 114  | 94   | 84   | 92   | 105  | 131  | 103  |
| Quellen: Cassini und INSEE |      |      |      |      |      |      |      |      |

## Sehenswürdigkeiten
- Kirche Saint-Pierre, seit 1925 Monument historique
- Alte Kommende aus dem 12. Jahrhundert

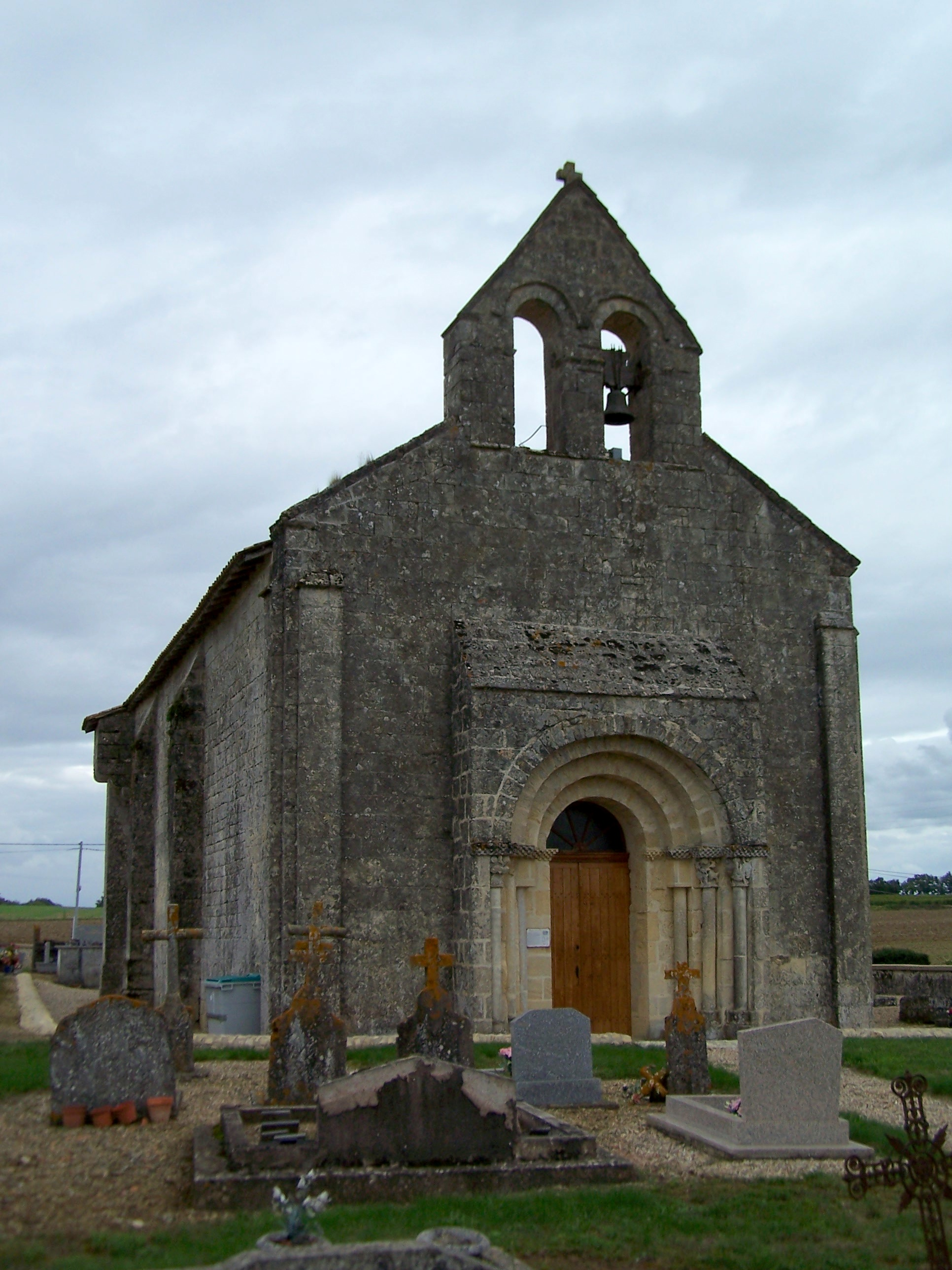
Kirche Saint-Pierre
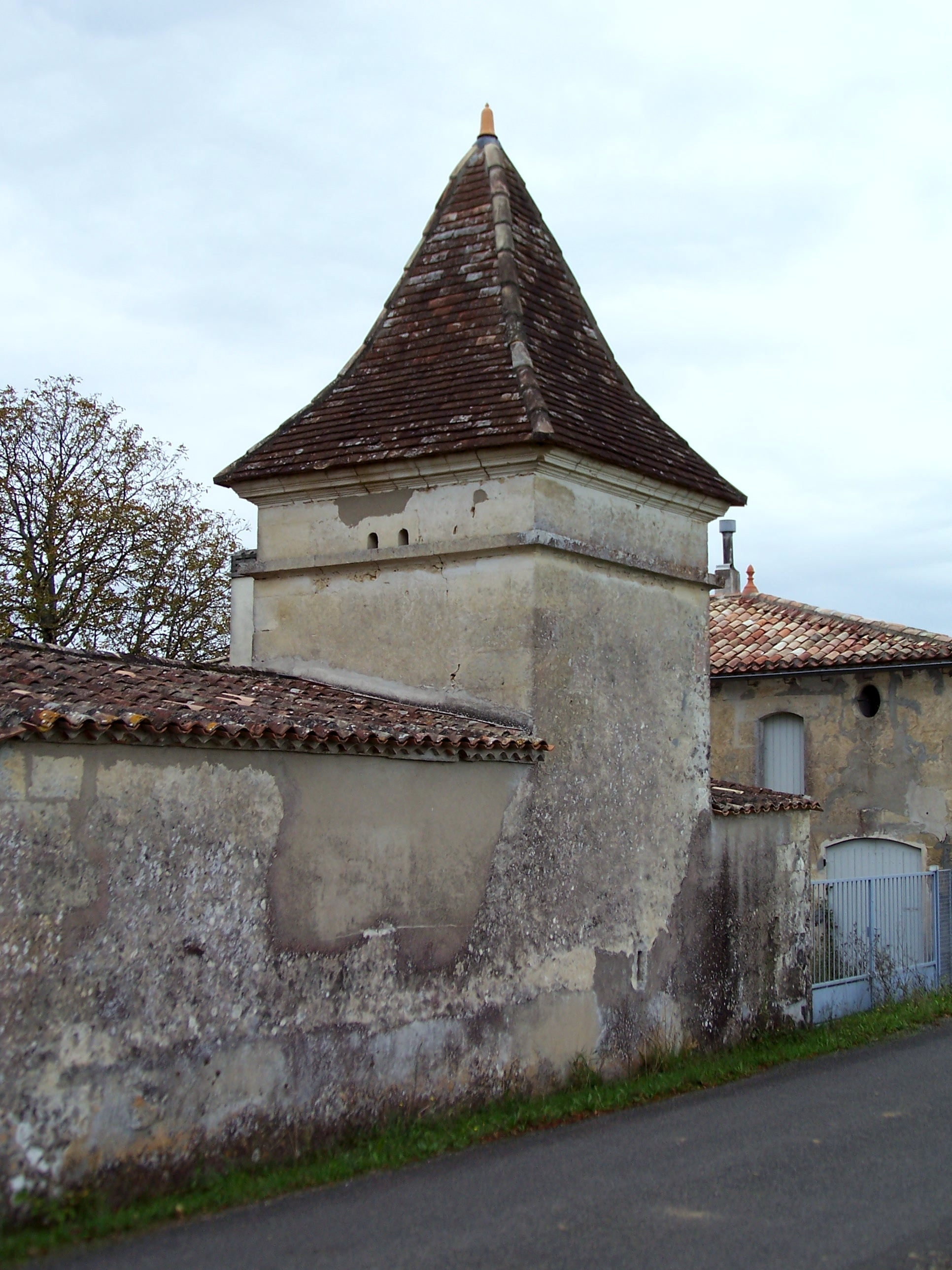
Taubenturm
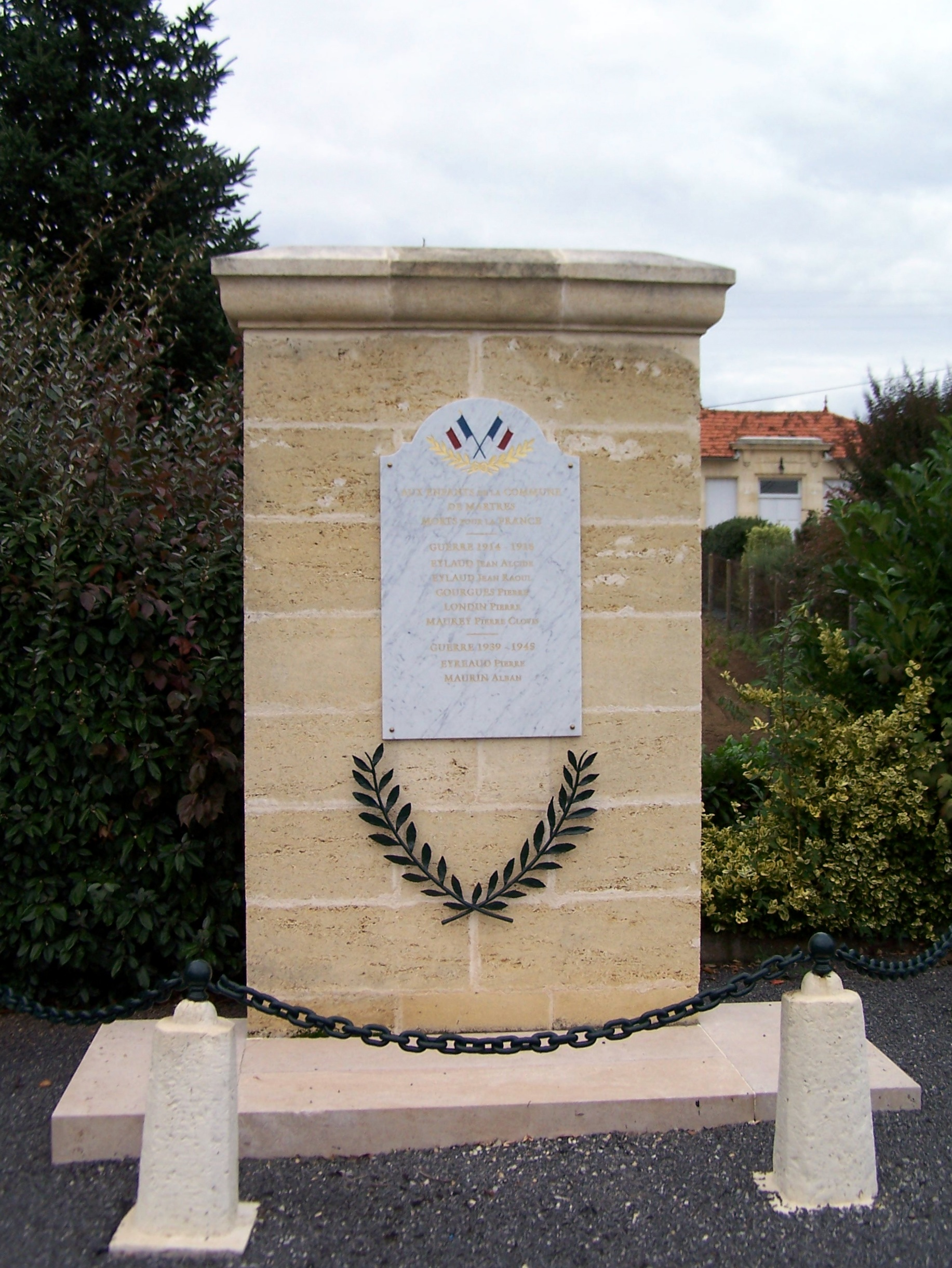
Gefallenendenkmal